# Heaven (canção de Bryan Adams)
"Heaven" (em português: Paraíso) é uma canção escrita por Bryan Adams e Jim Vallance, gravada pelo cantor Bryan Adams.
É o terceiro single do álbum Reckless. O vídeo foi rodado em Londres, Inglaterra e foi realizado por Steve Barron., tendo sido nomeado para os MTV Video Music Awards na categoria "Best Cinematography".
Heaven fez muito sucesso no Brasil em 1985 por estar incluída na trilha sonora internacional da novela "A Gata Comeu", de Ivani Ribeiro, exibida pela TV Globo. A canção foi tema do casal de personagens "Zé Mario" e "Babi", interpretados por Elcio Romar e Mayara Magri.

## Paradas e posições
| País/Parada (1985)                             | Melhor posição |
| ---------------------------------------------- | -------------- |
| Alemanha (Media Control Charts)                | 29             |
| Bélgica (Radio 2 Top 30)                       | 22             |
| Estados Unidos (Hot Adult Contemporary Tracks) | 12             |
| Estados Unidos (Billboard Hot 100)             | 1              |
| Irlanda (IRMA)                                 | 11             |
| Noruega (VG-lista)                             | 3              |
| Nova Zelândia (RIANZ)                          | 17             |
| Países Baixos (MegaCharts)                     | 28             |
| Reino Unido (UK Singles Chart)                 | 38             |
| Suécia (Sverigetopplistan)                     | 8              |
| Suíça (Schweizer Hitparade)                    | 14             |